# Таперакан
Таперакан (арм. Տափերական) — село в Араратской области Армении.

## География
Село расположено в юго-западной части марза, при автодороге , на расстоянии 4 километров к юго-востоку от города Арташат, административного центра области. Абсолютная высота — 835 метров над уровнем моря.
Климат
Климат характеризуется как семиаридный (BSk в классификации климатов Кёппена). Среднегодовая температура воздуха составляет 12,7 °C. Средняя температура самого холодного месяца (января) составляет −2,6 °С, самого жаркого месяца (июля) — 26,4 °С. Расчётная многолетняя норма атмосферных осадков — 265 мм. Наибольшее количество осадков выпадает в мае (46 мм).

## История
Основано в 1931 году. Село возникло в связи с созданием в Армянской ССР нового совхоза, который получил порядковый № 2. В 1939 году совхозу и посёлку при нём было присвоено имя Кирова. С 1940 г. имел статус рабочего поселка. Современное название с 1991 г.

## Население
| Год переписи | Население          | Население          | Население          | Население            | Население            | Население            |
| Год переписи | Наличное население | Наличное население | Наличное население | Постоянное население | Постоянное население | Постоянное население |
| Год переписи | Всего              | Мужчины            | Женщины            | Всего                | Мужчины              | Женщины              |
| ------------ | ------------------ | ------------------ | ------------------ | -------------------- | -------------------- | -------------------- |
| 2001         | 3437               | 1655               | 1782               | 3708                 | 1815                 | 1893                 |
| 2011         | 2927               | 1409               | 1518               | 3128                 | 1538                 | 1590                 |

| Год  | Численность | Численность |
| ---- | ----------- | ----------- |
| 1939 | 645         | [ 9 ]       |
| 1959 | 2321        | [ 9 ]       |
| 1970 | 2956        | [ 9 ]       |
| 1979 | 3003        | [ 9 ]       |
| 1989 | 3495        | [ 9 ]       |
| 2001 | 3708        | [ 9 ]       |
| 2011 | 3128        | [ 2 ]       |